# Хуст (футбольний клуб)
«Хуст» — український футбольний клуб з однойменного міста Закарпатської області. Домашні матчі проводив на стадіоні «Карпати».

## Історія
Клуб було засновано у 2019 році. Вже наступного року команда стала срібним призером чемпіонату Закарпатської області, а вже через рік — чемпіоном Закарпаття.
У сезоні 2021/22 «Хуст» взяв участь у аматорському кубку України, проте вилетів у першій же стадії поступившись команді «Благо-Юність» із сусідньої Івано-Франківщини.
У 2022 році клуб пройшов атестацію для участі у другій лізі чемпіонату України. Дебютну гру на професійному рівні «Хуст» провів 3 вересня 2022 року, у Вінниці зігравши внічию з місцевою «Нивою» з рахунком 1:1. Дебютний гол команди у другій лізі забив Петро Луців. В передостанньому турі Хуст займав 3 місце маючи  32 очки, і претендував на друге місце разом з Чайками (34 очки) та Нивою з Вінниці (32 очки) і був повинний був зустрітися з Нивою Бузовою, яка достроково забезпечила собі 1 місце маючи 42 очки. На 15 хвилині гравець Хуста Богдан Павлич відкрив рахунок 1:0, і попри те що весь другий тайм хустяни провели в меншості, їм вдалося зберегти цей рахунок до кінця матчу.  Це, а також те що Чайки зіграли в нічию, дозволило їм посісти друге місце завдяки перевазі в кількості м'ячів та вийти в плейоф за місце в першій лізі з зайнявшим 9 місце в першій лізі ФСК Маріуполь. Після нічиї 1:1 вдома, в гостях Хуст здобув перемогу 1:0, забезпечивши собі місце у першій лізі на наступний рік.
4 вересня 2024 року клуб знявся з змагань Чемпіонату Першої ліги ПФЛ та припинив існування як професійна футбольна команда.

## Досягнення
- Друга ліга України
  -  Срібний призер: 2022/23
- Чемпіонат Закарпатської області
  - Переможець: 2021
  - Срібний призер: 2020

## Статистика виступів
| Сезон   | Ліга  | М       | І  | В  | Н | П  | ГЗ | ГП | О  | Кубок України | Примітка                                                    |
| ------- | ----- | ------- | -- | -- | - | -- | -- | -- | -- | ------------- | ----------------------------------------------------------- |
| 2022–23 | Друга | 2 з 10  | 18 | 10 | 5 | 3  | 32 | 15 | 35 | не проводився | Підвищення                                                  |
| 2023–24 | Перша | 16 з 20 | 28 | 9  | 2 | 17 | 34 | 53 | 29 | 1/64 фіналу   | Програш в стикових матчах, але залишилися                   |
| 2024–25 | Перша | 18 з 18 | —  | —  | — | —  | —  | —  | —  | 1/64 фіналу   | Виключено зі змагань, результати зіграних матчів анульовано |